# Swoboda asymptotyczna

Struktura mezonu pi złożonego z kwarka górnego i antykwarka dolnego związanych silnym oddziaływaniem przenoszonym przez gluony.

Animacja próby rozdzielenia kwarków

Swoboda asymptotyczna w chromodynamice kwantowej (QCD) – zjawisko oddziaływania kwarków ze sobą siłą, która jest proporcjonalna do odległości między nimi.
Tę własność teoretycznie przewidzieli w 1973 Frank Wilczek, David Gross i Hugh David Politzer, za co w 2004 otrzymali Nagrodę Nobla z fizyki.
Asymptotyczna swoboda objawia się tym, że gdy kwarki są blisko siebie, w odległości dużo mniejszej niż 1 fm, zachowują się tak, jakby były swobodne, ale gdy oddalają się od siebie, oddziaływanie pomiędzy nimi staje się coraz silniejsze. W przypadku oddziaływania elektromagnetycznego i oddziaływania grawitacyjnego jest na odwrót (zobacz: prawo Coulomba i prawo powszechnego ciążenia).
Nobliści z 2004 wykazali, że siły odpowiedzialne za wiązanie kwarków (elementarnych składników protonu czy neutronu) rosną w miarę zwiększania się odległości między nimi. Ten bardzo nieoczywisty efekt prowadzi do zjawiska zwanego uwięzieniem koloru. Zgodnie z modelem standardowym kwarki nigdy nie występują samodzielnie. Z kolei przy bardzo małych odległościach oddziaływanie praktycznie zanika, stąd też nazwa asymptotyczna swoboda. Tak małe odległości występują w przypadku plazmy kwarkowo-gluonowej czy gwiazdy neutronowej.
Zwiększanie odległości między kwarkami powoduje, iż energia włożona w ten proces jest na tyle duża, że dochodzi do kreacji pary kwark-antykwark. Początkowe kwarki zostają rozdzielone, ale natychmiast tworzą pary z nowo powstałymi.

## Literatura
- D. Gross, F. Wilczek, Phys. Rev. Lett. 30, 1343 (1973)
- D. Gross, F. Wilczek, Phys. Rev. D 8, 3633 (1973)
- D. Gross, F. Wilczek, Phys. Rev. D 9, 980 (1974)